# Claude Jobert
Pour les articles homonymes, voir Jobert.
Claude Jobert, né le 5 mars 1829 à Dijon et mort le 6 décembre 1903 dans le 14e arrondissement de Paris, est un ingénieur-mécanicien et inventeur français, un des pionniers de l'aérostation.

## Biographie
Il étudie dès 1870 le vol des cerfs-volants et la possibilité de les employer pour la navigation aérienne. Vice-président de l'Académie d'aérostation, il construit en 1873 des oiseaux mécaniques à deux ou quatre ailes. En 1875, il vole avec Théodore Sivel, Joseph Crocé-Spinelli et les frères Albert et Gaston Tissandier à bord du ballon Zénith de La Villette aux Landes en près de 23 heures. Il effectue aussi des études de météorologie durant les vols et est instructeur à l’École industriel.
Jules Verne le mentionne dans le chapitre III de son roman Robur-le-Conquérant.